# Buck Knives
Buck Knives es una empresa de cuchillería estadounidense fundada en San Diego, California, y ahora ubicada en Post Falls, Idaho. La compañía tiene una larga historia a través de cinco generaciones de la familia Buck desde 1902 hasta la actualidad. Buck Knives fabrica principalmente cuchillos deportivos y de campo y se le atribuye haber inventado el «cuchillo de caza plegable» y haberlo popularizado hasta tal punto que el término «cuchillo Buck» se ha convertido en sinónimo de cuchillos plegables con cierre, incluidos los fabricados por otros fabricantes.

## Historia

### Origen de la empresa
Hoyt H. Buck se convirtió en aprendiz de herrero en Kansas, en 1899, a la edad de diez años. Aprendió a hacer cuchillos y a los trece años, en 1902, desarrolló un método para tratar con calor el acero para azadones y otros herramientas para que aguanten un borde por más tiempo. Hoyt dejó Kansas en 1907 hacia el noroeste de Estados Unidos y finalmente se alistó en la Marina de los Estados Unidos. No se sabe que fabricara cuchillos hasta 1941 en Mountain Home, Idaho, después del ataque a Pearl Harbor. Hoyt fabricó cada cuchillo a mano, utilizando hojas de lima desgastadas como materia prima. Los coleccionistas llaman a estos primeros cuchillos «cuatro golpes», ya que cada una de las letras de BUCK tenía un sello de letra individual. En 1961, el marcado fue reemplazado por un sello de una pieza.
Cuando Estados Unidos entró en la Segunda Guerra Mundial, el gobierno pidió a su población donaciones de cuchillos de hoja fija para armar a las tropas. Al enterarse de que no había suficientes cuchillos para los soldados, Hoyt Buck compró un yunque, una forja y un molinillo para montar una herrería en el sótano de su iglesia. Hoyt explicó más tarde: «No tenía cuchillos [para ofrecer], pero sabía cómo hacerlos».
Después de la Segunda Guerra Mundial, Hoyt y su hijo, Al, se mudaron a San Diego y se establecieron como «HH Buck & Son» en 1947. Estos primeros cuchillos eran hechos a mano y eran más caros que los típicos cuchillos producidos en masa. Hoyt Buck fabricó veinticinco cuchillos a la semana hasta su muerte en 1949. En la década de 1950, la empresa comenzó a fabricar a una escala mucho mayor y se comercializó a través de distribuidores en lugar del correo directo.

### El Modelo 110
El 18 de abril de 1963, dos años después de la incorporación, la junta directiva de Buck autorizó el desarrollo de un nuevo cuchillo plegable y de caza. El nuevo diseño presentaba un mecanismo de bloqueo robusto y una hoja de punta de clip sustancial adecuada para desollar caza mayor. Este se convirtió en el famoso modelo Buck 110 Folding Hunter.
El Buck Modelo 110 tiene una hoja de 9,525 cm (3.75 in), una cerradura de alta tensión, y una liberación de baja presión; las empuñaduras son típicamente de madera con refuerzos de latón de grueso calibre. Introducido en 1964, fue uno de los primeros cuchillos plegables con cierre de seguridad considerados lo suficientemente fuertes como para hacer el trabajo de un cuchillo de hoja fija. Su debut revolucionó los cuchillos de caza, convirtiéndose rápidamente en uno de los cuchillos más populares jamás fabricados, con unos quince millones de cuchillos Modelo 110 producidos desde 1964. Antes de 1981, el acero inoxidable con tratamiento térmico especial utilizado era 440C, y de 1981 a 1992 la empresa utilizó acero 425M. Desde 1993, Buck ha utilizado principalmente acero inoxidable 420HC para las hojas del modelo 110, aunque también se ha utilizado acero CPM S30V para algunas series de producción. Su diseño es uno de los patrones de cuchillo más imitados del mundo.
En 2017, Buck Knives presentó el Buck 110 Auto Knife (Modelo # 0110BRSA-B) una versión automática del 110, diseñado para usar con una sola mano. El cuchillo es una navaja de alta resistencia construida en fábrica que se abre presionando un botón integrado en la empuñadura del cuchillo.
El modelo 112 «RANGER» de Buck, una versión ligeramente más pequeña del 110, tiene una hoja de 7,62 cm (3 in) y es más adecuado para llevar tanto con respecto a las leyes de cuchillos de algunas jurisdicciones que limitan el transporte de bolsillo a tres pulgadas, y en términos de peso para las ediciones clásicas de metal reforzado.
En 2018, Buck presentó dos nuevas ediciones livianas del 110, una versión FRN (nailon reforzado con fibra de vidrio) de mango grueso llamada LT y una versión FRN de mango delgado llamada Slim; ambas versiones de FRN confían en el FRN por sí mismo para la resistencia del mango sin placas traseras de acero de refuerzo, con el LT más resistente para su uso en el campo de caza mediana y grande; viene con la clásica funda de cinturón Buck. La versión Slim prescinde de cualquier funda incluida, ya que incorpora un clip de bolsillo de acero inoxidable de transporte profundo (el primero para cualquier 110) que es reversible de lado a lado (pero no de arriba abajo). El Slim también incluye clavijas para el pulgar para abrir con una mano, lo que lleva al 110 original a la era moderna en términos de peso ligero y características de conveniencia comunes.

## Modelos
Hay muchos modelos diferentes de cuchillos Buck, que incluyen:
- Buck Model 110 Folding Hunter
- Buck Model 112 Ranger
- Buck Model 119 Special
- Buck 301 BKS Stockman
- Buck Model 501
- Buck Kalinga
- Buck Vanguard

### Desarrollos recientes
En 1984, Buck introdujo un cuchillo de supervivencia con un mango hueco para almacenamiento y una hoja de 19,05 cm (7.5 in) con una espina dentada y púas para que el cuchillo pudiera funcionar como un gancho de agarre. Apodado como «Buckmaster» (Modelo 184), se comercializó entre los militares y los fanáticos de las películas de Rambo de la década de 1980. El Buckmaster pronto fue seguido por la Bayoneta M9 fabricada para el Ejército de los Estados Unidos, con un pedido inicial de 315 600 unidades.
En 1992-1993, Buck presentó el Nighthawk, un cuchillo de hoja fija con una hoja de 16,51 cm (6,5 in) y una empuñadura negra hecha de Zytel para un agarre ergonómico. Este cuchillo fue enviado a la Infantería de Marina de los Estados Unidos para que lo evaluara el USMC.
En 2000, debido a la demanda de los principales minoristas de reducir los precios, Buck abrió una planta en China. Las importaciones de esta planta habían alcanzado un máximo del 30 por ciento al mismo tiempo, pero han caído al 13 por ciento y la mayoría de estos cuchillos se destinan a grandes minoristas en lugar de tiendas de artículos deportivos o tiendas de cuchillos.
En 2005, la empresa se trasladó a Post Falls, Idaho. Los líderes de la comunidad empresarial de San Diego consideraron que esta medida fue un golpe para el panorama económico del condado de San Diego y un símbolo de los problemas del estado de California para atraer y mantener negocios.
Buck Knives ha colaborado con diferentes fabricantes de cuchillos personalizados como Tom Mayo, Mick Strider, David Yellowhorse y el fallecido Rob Simonich.
Al y Chuck Buck fueron incluidos en el Salón de la Fama de la Cuchillería de la revista Blade en los Blade Shows de 1982 y 1996 respectivamente en Atlanta, Georgia, en reconocimiento por el impacto que sus diseños y la compañía han tenido en la industria de los cuchillos. El tratador térmico de Buck, Paul Bos, que trata térmicamente cuchillos para otros fabricantes y empresas de producción en las instalaciones de Buck, también fue incluido en el Salón de la Fama de la Cuchillería (2011).

## Productos

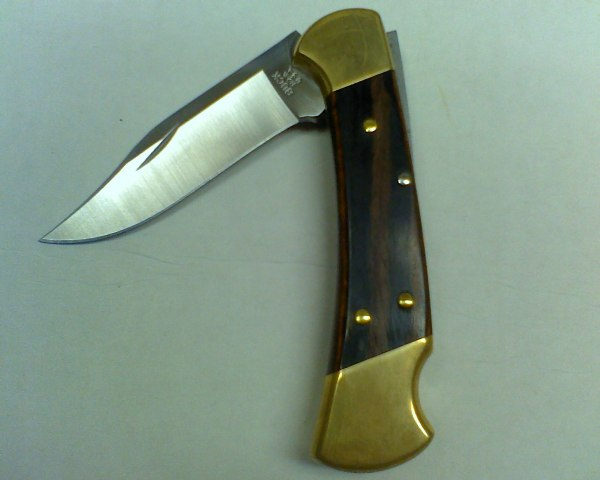
Buck Ranger 112, una versión más pequeña del Buck Hunter 110

Buck Knives es un fabricante estadounidense de diferentes estilos de cuchillos, incluida la primera hoja de bloqueo plegable exitosa, introducida en 1964. Las cuchillas de hoja de bloqueo plegable y el «Buck Knife» se vincularon fuertemente en la mente del público y el diseño de Buck. Fue muy imitado, por lo que un cuchillo Buck ha llegado a significar cualquier diseño de hoja de bloqueo plegable, incluso cuando Buck Knife es una marca registrada y no se limita a las hojas de bloqueo plegables.

### Cuchillos de arte con licencia Buck
Buck Knives ha producido cuchillos de arte para y bajo licencia con otras compañías y organizaciones como la Asociación Nacional del Rifle, los Boy Scouts de América, la Colt's Manufacturing Company, Anheuser-Busch (Budweiser), Republic Studios, Harley-Davidson, Indian, Ford Motor Company, Chevrolet, Elvis Presley Estate, John Wayne Estate, Roy Clark, Purina, National Hot Rod Association, Boeing, Monroe Auto y Ducks Unlimited. Además, Buck ha trabajado con muchas comisiones para producir cuchillos de arte para aniversarios estatales (Texas Sesquicentennial), agencias estatales (West Virginia State Police), conmemoraciones (Battle Iowa) o celebraciones (Apple Harvest Festival).

## En la cultura popular
- En la película Red Dawn de 1984, una caja de Buck Knives era uno de los artículos de supervivencia que los futuros Wolverines se llevaron cuando se dirigían a las montañas. El personaje de Patrick Swayze, Jed Eckert, lleva un Buck Folding Hunter en una funda en su cinturón.
- En el popular programa de televisión The Dukes of Hazzard, los dos protagonistas principales portan cuchillos Buck Modelo 110 Folding Hunter, y se los ve haciendo uso frecuente de ellos a lo largo de la serie. En varios episodios, los chicos de Duke usan sus cuchillos como herramientas generales (por ejemplo cortar cuerdas, tallar ramas) y para ayudarlos a salir de situaciones adversas preparadas por sus adversarios (pinchar los neumáticos de sus enemigos). Debido a las regulaciones de la red de las décadas de 1970 a 1980, así como a la naturaleza general «familiar» del programa, en ningún momento los personajes usaron sus cuchillos como armas contra otra persona.
- En la serie de películas Scream, el arma principal de Ghostface es un Buck 120 e.
- En el popular programa de televisión Longmire, el sheriff Walt Longmire (Robert Taylor), sheriff del condado de Absaroka, Wyoming lleva un Buck 110 Folding Hunter que usa en casi todos los episodios. En el episodio piloto, el Sheriff Longmire está involucrado en un accidente de vuelco. Utiliza su Buck 110 para cortar el arnés del hombro para liberarse de su Ford Bronco destrozado. En episodios posteriores, el Sheriff Longmire usa regularmente su Buck 110 para recoger elementos de evidencia en las escenas del crimen.
- En la película Kill Bill Vol. 2, la novia mata a la enfermera en el hospital con un Buck 112 que saca del cinturón del otro hombre al que acaba de matar.